# Hangover Music Vol. VI
Hangover Music Vol. VI – szósty album studyjny amerykańskiego zespołu muzycznego Black Label Society, wydany 20 kwietnia 2004 przez wytwórnię Spitfire Records. Nagrania dotarły do 40. miejsca zestawienia Billboard 200 w Stanach Zjednoczonych sprzedając się w nakładzie 24 tys. egzemplarzy w przeciągu tygodnia od dnia premiery.
Pochodzący z płyty utwór „Layne” został napisany i poświęcony pamięci wokalisty Alice in Chains, Layne’a Staleya.

## Twórcy
- John DeServio – gitara basowa (utwory 2, 9, 10 i 14)
- Mike Inez – gitara basowa (utwór 1)
- James LoMenzo – gitara basowa (utwory 3, 4, 6, 7, 8, 11, 15)
- Craig Nunenmacher – perkusja
- John Tempesta – perkusja (utwór 14)
- Zakk Wylde – śpiew, gitara, gitara basowa, fortepian

## Lista utworów
1. „Crazy or High” – 3:34
2. „Queen of Sorrow” – 4:15
3. „Steppin’ Stone” – 4:54
4. „Yesterday, Today, Tomorrow” – 3:43
5. „Takillya (Estyabon)” – 0:39
6. „Won’t Find it Here” – 6:26
7. „She Deserves a Free Ride (Val’s Song)” – 4:19
8. „House of Doom” – 3:46
9. „Damage is Done” – 5:20
10. „Layne” – 5:15
11. „Woman Don’t Cry” – 5:39
12. „No Other” – 4:59
13. „A Whiter Shade of Pale” (cover Procol Harum) – 5:08
14. „Once More” – 4:10
15. „Fear” – 4:38